# Iglesia de San Miguel (Lovaina)
La iglesia de San Miguel de Lovaina (en neerlandés: Sint-Michielskerk) es una antigua iglesia de Bélgica de los jesuitas erigida en la Naamsestraat, en Lovaina, que es uno de los mejores ejemplos de la arquitectura barroca en el país. Construida entre 1650 y 1671, la iglesia es ahora iglesia parroquial.

## Origen

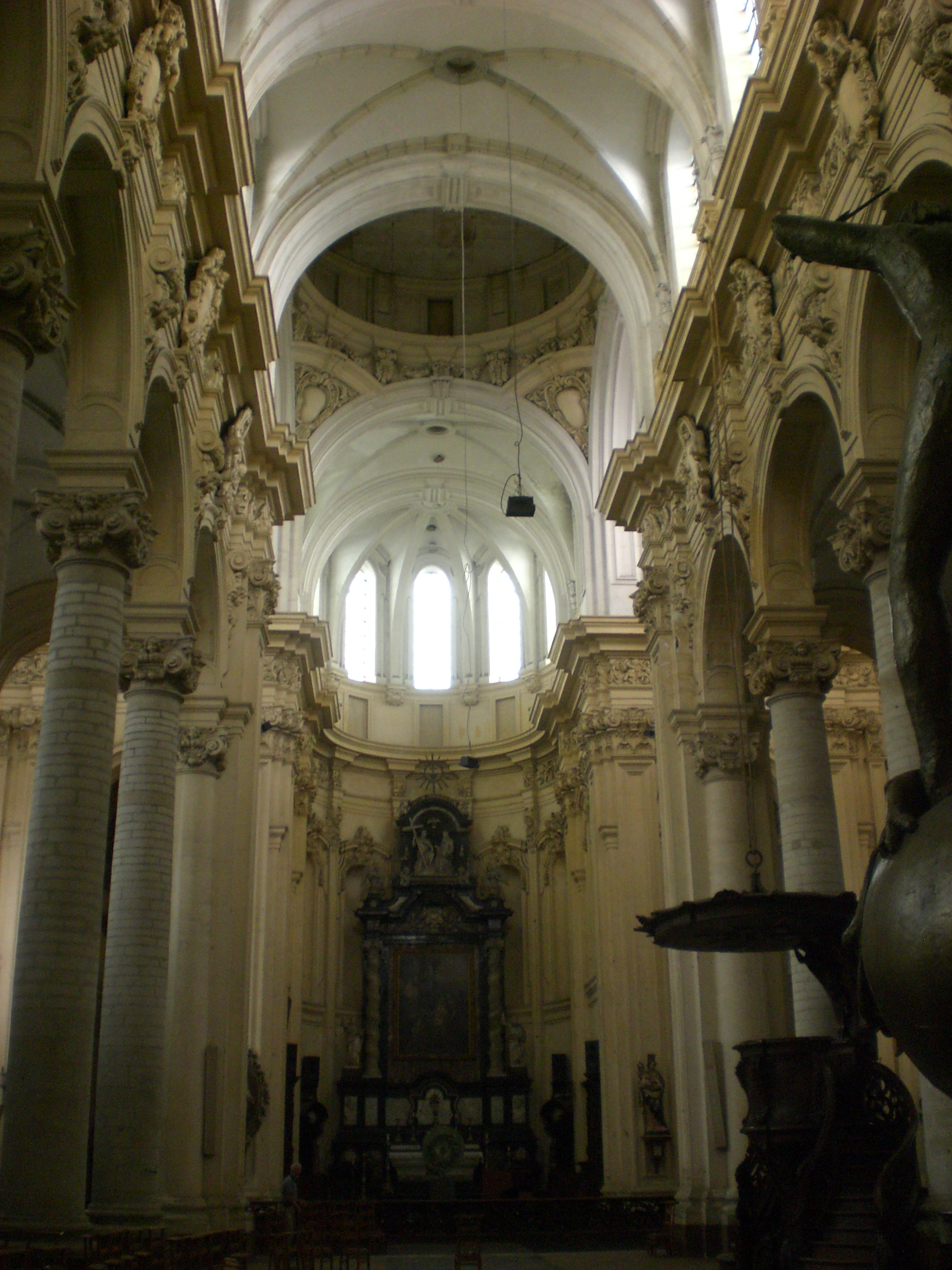
Suntuoso interior de la iglesia

Los primeros jesuitas llegaron a la ciudad de Lovaina en 1542, apenas dos años después de la fundación de la Compañía de Jesús. Inicialmente, esta primera fundación en los Países Bajos meridionales no era más que una residencia donde los jóvenes jesuitas españoles que, expulsados de París, deseaban continuar sus estudios en la Universidad de Lovaina, la más antigua del país. Fueron recibidos en la casa de Cornelius Wischaven.
Desde 1598, la residencia que rápidamente se convirtió en una «universidad teológica» se trasladó a un lugar entre la rue Saint Michel y la rue Charles de Bériot. En el curso de los años grandes personalidades enseñaron allí, como Robert Bellarmin, Léonard Lessius y Cornelius a Lapide no sin suscitar tensiones y rivalidades con la facultad de teología de la universidad cercana. El edificio detrás de la iglesia de San Miguel será el seminario de formación teológica de los jesuitas de los Países Bajos meridionales hasta la supresión de la Compañía de Jesús (1773).
Posteriormente, se decidió la construcción de una gran iglesia, que abriría directamente a la Naamsestraat, una de las calles principales de la ciudad, en  el punto más alto de Lovaina. Debía ser un edificio monumental, visible desde lejos, símbolo de la Contrarreforma que venciese a la secularización, que era importante en esta región.

## Iglesia de San Miguel
En 1650 se iniciaron las obras de la iglesia, siendo el padre Willem Van Hees Willem Van Hees (o Willem Hesius) (1601-1690) el arquitecto. El edificio es impresionante y muy alto, casi para referirse a la larga tradición gótica de la zona. También tenía que estar equipado con una grandiosa cúpula que, sin embargo, con el colapso de uno de los pilares de apoyo, su construcción fue abandonada. La magnífica fachada, en Naamsestraat, desarrollada en tres pisos, se debe al padre jesuita Jan Van Steen, quien se inspiró en el modelo de Iglesia de Jesús de Roma. Se completó en 1671  y se usó durante dos siglos para las actividades pastorales y académicas de la universidad teológica cercana.
En 1773, cuando los jesuitas fueron expulsados de su universidad (la Compañía de Jesús fue suprimida), la iglesia se convirtió en parroquia, tomando el nombre de una iglesia románica de la Tiensestraat, demolida porque era insalubre.
Durante el período revolucionario francés, el culto fue prohibido y la iglesia se convirtió en un «Templo de la Razón». Esto no do duró mucho, ya que en 1803 se devolvió al culto católico.
La iglesia quedó muy dañada durante la Segunda Guerra Mundial. En 1944, el bombardeo provocaron el colapso de la bóveda de la nave central.
La reconstrucción duró tres años, desde 1947 hasta 1950. Ya clasificada en 1940, se colocó nuevamente en la lista de monumentos protegidos en 1970. Cerrada en 1983 porque se encontraba en mal estado, se reabrió en 1998 después de una completa restauración.
La iglesia de San Miguel , todavía hoy es la iglesia parroquial del centro de Lovaina, y representa una de las obras maestras de la arquitectura barroca en Europa y la más importante de Bélgica. Es considerada como una de las siete maravillas de la ciudad universitaria. Muchos eventos culturales y religiosos se organizan allí.

## Galería de imágenes

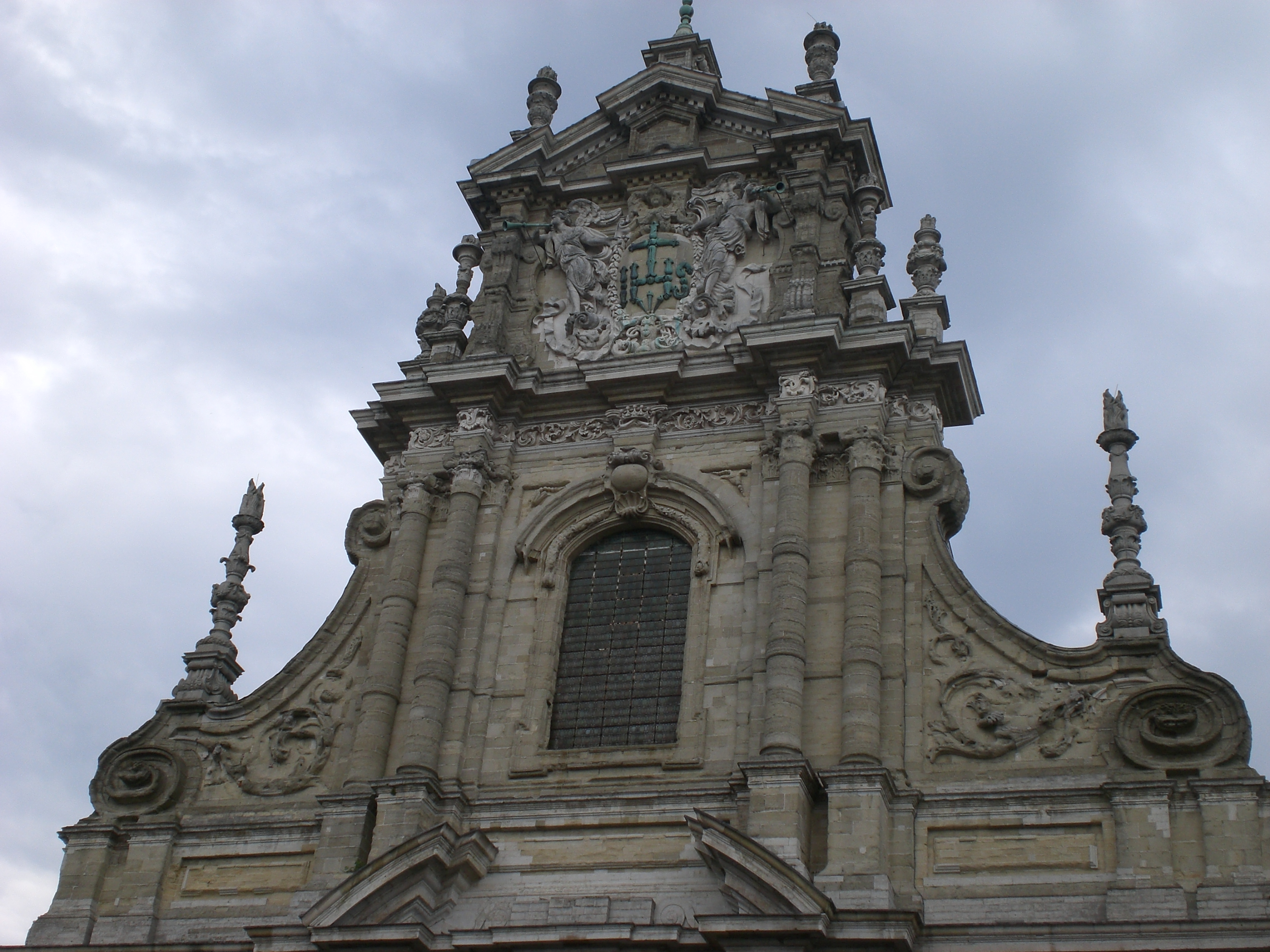
La fachada de Jan Van Steen
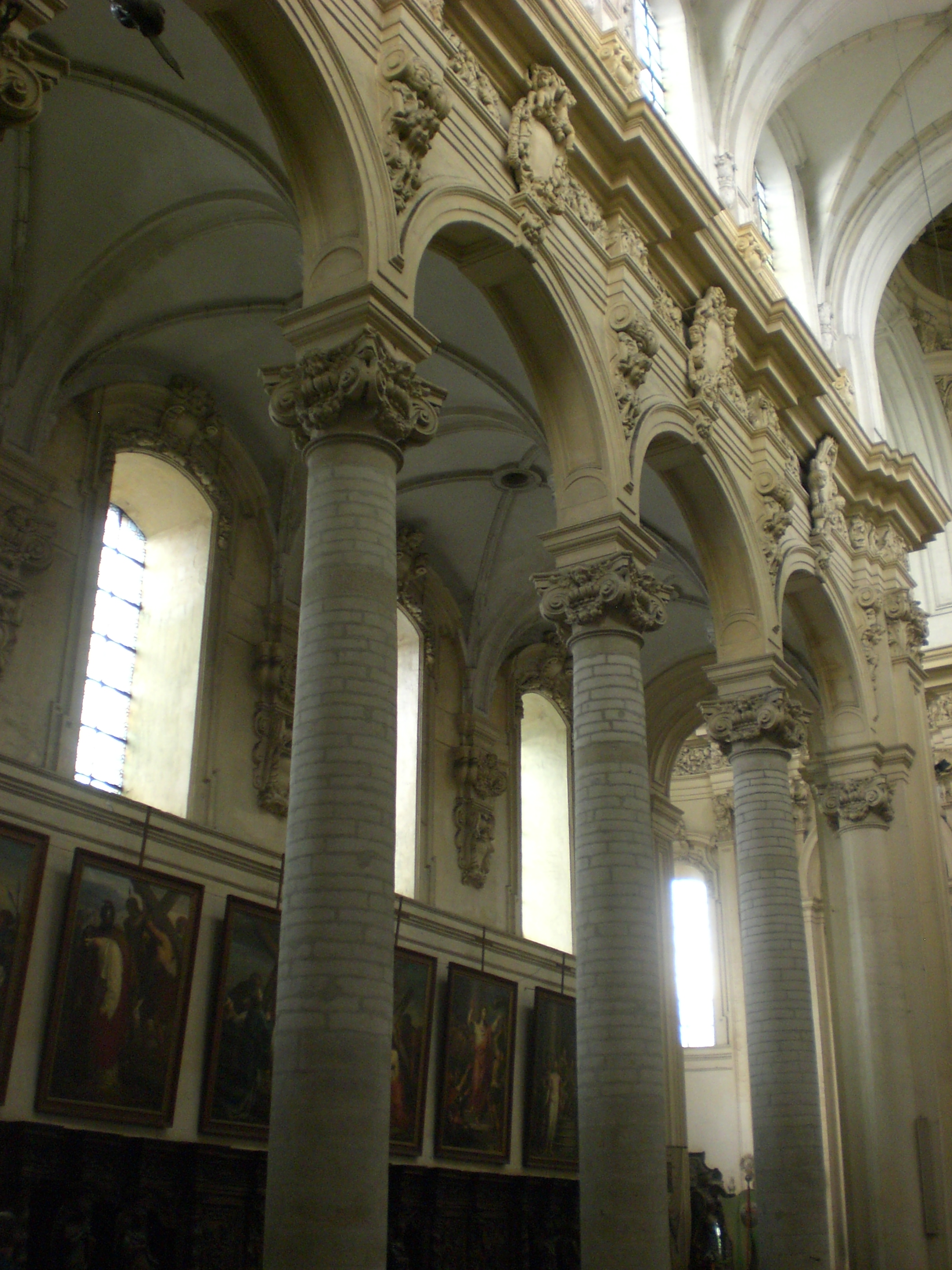
Detalle del interior
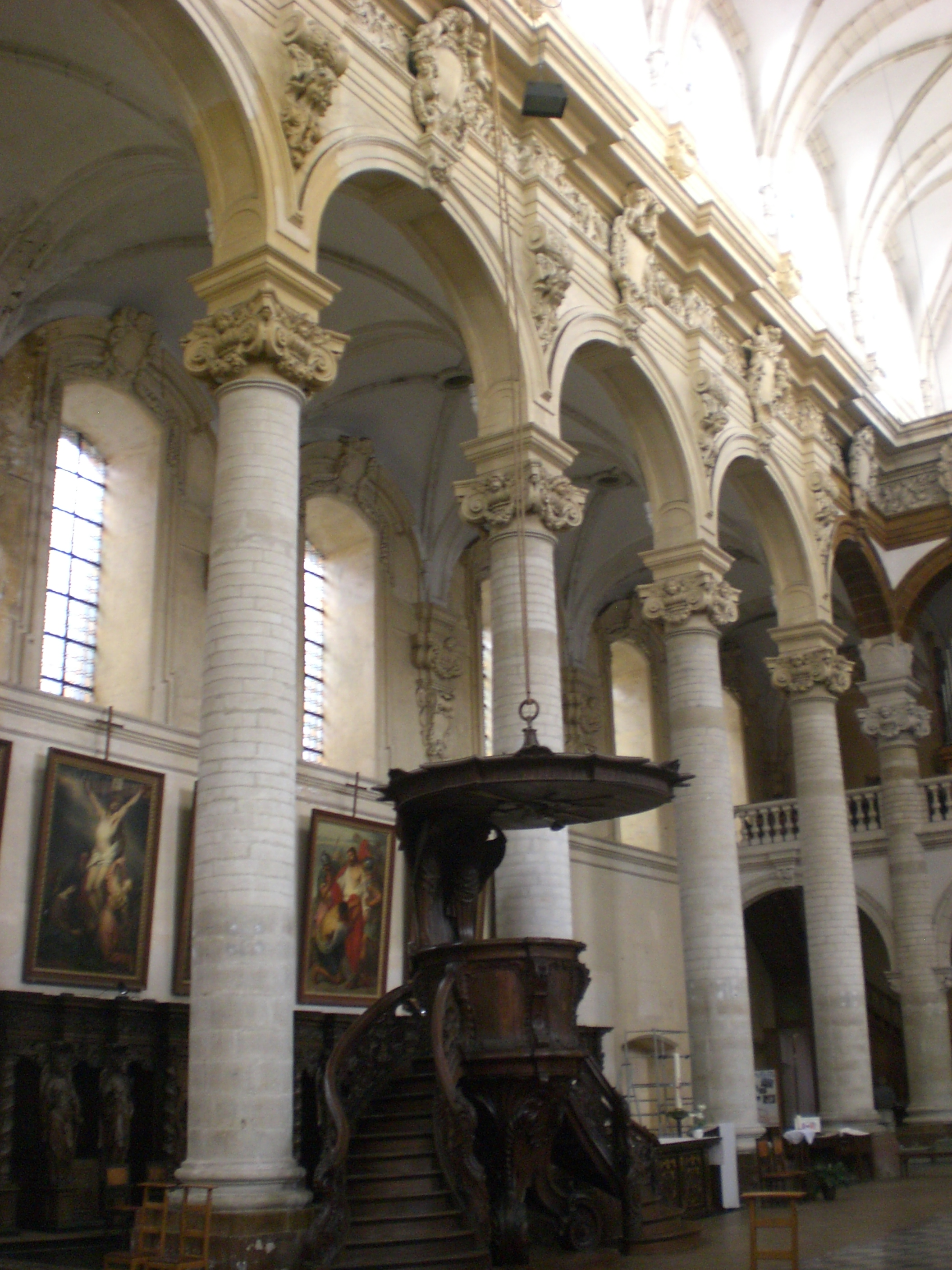
Vista del interior con el púlpito
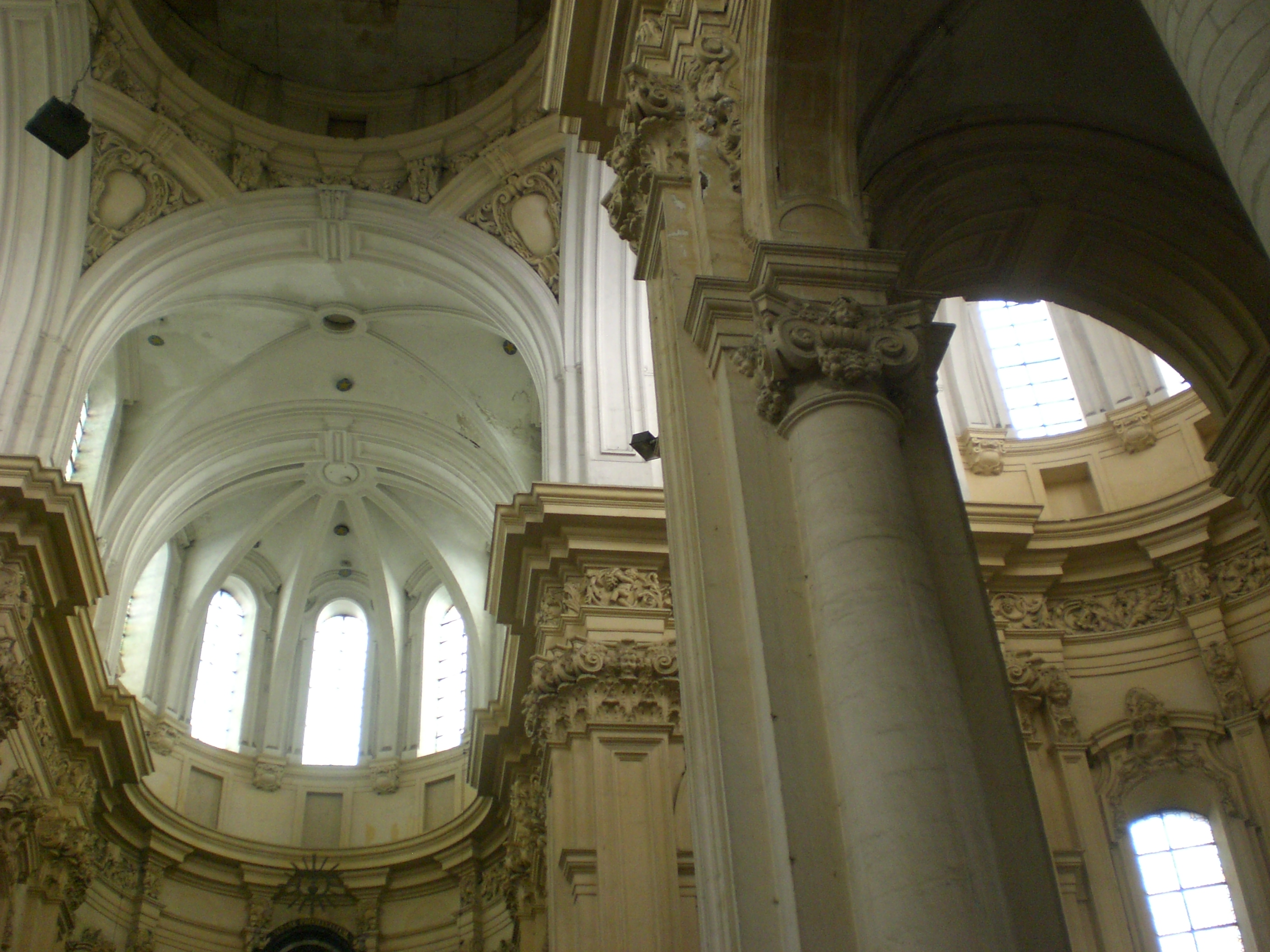
Vista de la bóveda
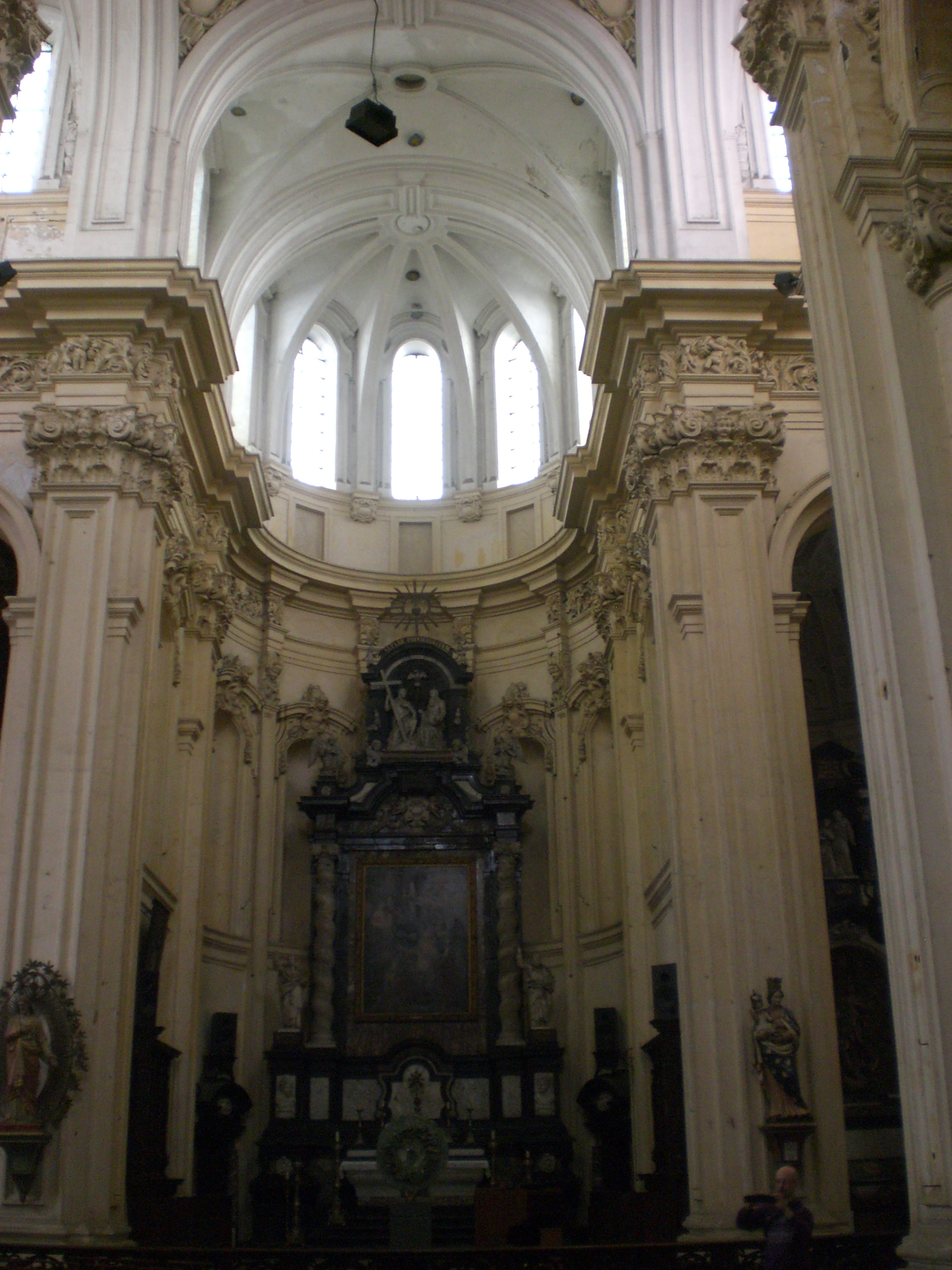
El altar mayor